# Rivière-du-Portage–Tracadie Beach
Pour les articles homonymes, voir Tracadie (homonymie).
Rivière-du-Portage–Tracadie Beach est un village situé à la fois dans le comté de Gloucester et le comté de Northumberland, au nord-est de la province canadienne du Nouveau-Brunswick. C'est un district de services locaux fusionné au Grand Tracadie-Sheila le 1er juillet 2014.

## Toponyme
Rivière-du-Portage est nommé ainsi depuis 1962 d'après sa position sur la rivière du Portage. Le village portait auparavant le nom de Légère, en l'honneur d'Isaïe Légère, le premier maître des postes. Tracadie Beach est nommé ainsi parce qu'il est situé sur une plage. Tracadie est un nom provenant de Telagadik, qui signifie lieu de campement en langue micmaque.

## Géographie
Le village est situé entre la rivière du Portage, la Grande Rivière Tracadie, la baie de Tabusintac et le golfe du Saint-Laurent.
Rivière-du-Portage–Tracadie Beach est généralement considérée comme faisant partie de l'Acadie.

### Géologie
Le sous-sol de Rivière-du-Portage–Tracadie Beach est composé principalement de roches sédimentaires du groupe de Pictou datant du Pennsylvanien (entre 300 et 311 millions d'années).

## Histoire
Rivière-du-Portage–Tracadie Beach est situé dans le territoire historique des Micmacs, plus précisément dans le district de Sigenigteoag, qui comprend l'actuel côte Est du Nouveau-Brunswick, jusqu'à la baie de Fundy.
En 1825, le territoire est touché par les Grands feux de la Miramichi, qui dévastent entre 10 000 km2 et 20 000 km2 dans le centre et le nord-est de la province et tuent en tout plus de 280 personnes,.
L'école La Villa-des-Amis est fondée en 1974 et l'école L'Amitié ouvre ses portes en 1986.
Rivière-du-Portage–Tracadie Beach est l'une des localités organisatrices du IVe Congrès mondial acadien, en 2009.

## Administration

### Comité consultatif
En tant que district de services locaux, Haut-Rivière-du-Portage–Tracadie Beach est administré directement par le Ministère des Gouvernements locaux du Nouveau-Brunswick, secondé par un comité consultatif élu composé de cinq membres dont un président.

### Commission de services régionaux
Rivière-du-Portage–Tracadie Beach fait partie de la Région 4, une commission de services régionaux (CSR) devant commencer officiellement ses activités le 1er janvier 2013. Contrairement aux municipalités, les DSL sont représentés au conseil par un nombre de représentants proportionnel à leur population et leur assiette fiscale. Ces représentants sont élus par les présidents des DSL mais sont nommés par le gouvernement s'il n'y a pas assez de présidents en fonction. Les services obligatoirement offerts par les CSR sont l'aménagement régional, l'aménagement local dans le cas des DSL, la gestion des déchets solides, la planification des mesures d'urgence ainsi que la collaboration en matière de services de police, la planification et le partage des coûts des infrastructures régionales de sport, de loisirs et de culture; d'autres services pourraient s'ajouter à cette liste.
Le 1er juillet 2014, Rivière-du-Portage–Tracadie Beach rejoindra la nouvelle municipalité régionale du Grand Tracadie-Sheila. Cette constitution fait suite à un plébiscite tenu en décembre 2013. La nouvelle municipalité comprendra dix-neuf autres districts de services locaux ainsi que la ville de Tracadie-Sheila.

### Représentation
Nouveau-Brunswick: Une partie du village est comprise dans la circonscription de Tracadie-Sheila est représentée à l'Assemblée législative du Nouveau-Brunswick par Claude Landry, du parti progressiste-conservateur. Il fut élu en 2006 et réélu en 2010. L'autre partie est située dans la circonscription provinciale de Baie-de-Miramichi—Neguac, qui est représentée par Serge Robichaud, du Parti progressiste-conservateur. Il fut élu en 2010.
 Canada: La partie de Rivière-du-Portage–Tracadie Beach située au nord, dans le comté de Gloucester, est comprise dans la circonscription fédérale d'Acadie-Bathurst. Cette circonscription est représentée à la Chambre des communes du Canada par Yvon Godin, du NPD. Il fut élu lors de l'élection de 1997 contre le député sortant Doug Young, en raison du mécontentement provoqué par une réforme du régime d’assurance-emploi. La partie du village située au sud, dans le comté de Northumberland, est comprise dans la circonscription électorale fédérale de Miramichi, qui est représentée à la Chambre des communes du Canada par Tilly O'Neill-Gordon, du Parti conservateur. Elle fut élue lors de la 40e élection fédérale, en 2008.

### Chronologie municipale
1814 : La paroisse de Saumarez est formée à partir d'une portion de la paroisse d'Alnwick et de terres non constitués, dans le comté de Northumberland.
1826 : Le comté de Gloucester est formé à partir des paroisses d'Alnwick et de Beresford.
1831 : La paroisse de Caraquet et la paroisse de New Bandon sont formées à partir de la paroisse de Saumarez.
1867 : Confédération canadienne.
1876 : Le comté de Gloucester est constitué en municipalité.
1881 : La paroisse de Saint-Isidore est formée à partir de portions des paroisses de Saumarez et d'Inkerman.
1966 : La municipalité du comté de Gloucester est dissoute. La paroisse de Saumarez devient un district de services locaux. Le DSL de Sheila et la ville de Tracadie sont constitués dans la paroisse.
1984 : Les DSL suivants sont constitués dans la paroisse de Saumarez: Benoit, Gauvreau–Petit-Tracadie, Haut-Sheila, Leech, Pointe-à-Bouleau, Pont-Landry, Rivière-à-la-Truite, Rivière-du-Portage–Tracadie Beach, Saint-Irénée-et-Alderwood, Saint-Pons, Saumarez et Val-Comeau,.

## Économie
Rivière-du-Portage–Tracadie Beach compte quelques commerces et services, dont un petit chantier naval, une succursale de la Caisse Populaire de Néguac et une galerie d'art.
Entreprise Péninsule, un organisme basé à Tracadie-Sheila faisant partie du réseau Entreprise, a la responsabilité du développement économique de la région.

## Vivre à Rivière-du-Portage–Tracadie Beach

### Éducation
L'école la Villa des Amis de Tracadie Beach et l'école L'Amitié de Rivière-du-Portage accueillent toutes deux les élèves de la maternelle à la 8e année. Ces écoles publiques francophone font partie du sous-district 7 du district scolaire Francophone Nord-Est. La fermeture de l'école L'Amitié est prévue pour l'été 2012; ses élèves seront transférés à Tracadie-Beach.
Les anglophones bénéficient d'une école à Brantville accueillant les élèves de la maternelle à la huitième année. Ils doivent ensuite poursuivre leurs études à Miramichi. Les établissements d'enseignement supérieurs anglophones les plus proches sont à Fredericton ou Miramichi.
Il y a une bibliothèque publique à Tracadie-Sheila.

### Autres services publics
Rivière-du-Portage possède une caserne de pompiers, un comptoir postal, l'église catholique Immaculée-Conception, l'école l'Amitié et un club d'Âge d'or. Le détachement de la Gendarmerie royale du Canada le plus proche est situé à Tracadie-Sheila. Le poste d'Ambulance Nouveau-Brunswick et l'hôpital les plus proches sont aussi à Tracadie-Sheila.
La plage de la Facterie à Bastien est une plage d'eau salée non surveillée disposant de toilettes, vestiaires, stationnement, tables de pique-nique et belvédère.
L'église Immaculée-Conception est une église catholique romaine faisant partie du diocèse de Bathurst.
Les francophones bénéficient du quotidien L'Acadie nouvelle, publié à Caraquet, ainsi que de l'hebdomadaire L'Étoile, de Dieppe. Les anglophones bénéficient quant à eux du quotidien Telegraph-Journal, publié à Saint-Jean.

## Culture
Rivière-du-Portage est mentionné dans le recueil de poésie La terre tressée, de Claude Le Bouthillier.